# Lamta (tribu)
Lamta és el nom d'una gran tribu amaziga de la família dels baranis. El seu origen no és conegut ni pels genealogistes àrabs ni pels amazics, que simplement els emparenten amb els sanhadjes, els haskures i els gazules.
Una part vivia al sud del Mzab entre els masufes (Masufa a l'oest) i els targues o tuàregs a l'est; s'haurien estès fins al Níger.
Un altre grup vivia al Sus, al sud del Marroc. El grup Dhawi Hassan de la tribu àrab Makil, va absorbir una part dels lamta; la resta dels lamtes es van aliar al grup Shabanat dels Makil per evitar ser absorbits pels gazules; foren aquests els que van ser absorbits llavors pel grup Dhawi Hassan. Al Sus la principal població dels lamtes era Nul a la desembocadura del uadi Nul.